# Présidence portugaise du Conseil de l'Union européenne en 2021
Présidence allemande du Conseil de l'Union européenne en 2020 Présidence slovène du Conseil de l'Union européenne en 2021
La présidence portugaise du Conseil de l'Union européenne en 2021 est la quatorzième présidence tournante du Conseil de l'UE assurée par le Portugal. La présidence suivante est assurée par la Slovénie à partir du 1er juillet 2021.
Le Portugal a succédé à l'Allemagne au siège de la présidence le 1er janvier 2021.

## Priorités
Cinq domaines principaux forment la base des stratégies promues par la présidence portugaise :
- La promotion et le développement d'un modèle social européen ;
- Le renforcement de la résilience en Europe à travers le plan de relance économique Next Generation EU ;
- L'implémentation de la transition climatique ;
- Le développement d'une transition numérique équitable et inclusive ;
- Le rôle de l’Union européenne dans le monde.